# 富山県賛歌
「富山県賛歌」（とやまけんさんか）は日本の都道府県の一つ、富山県が1983年（昭和58年）の県成立100周年を記念して作成した3曲の楽曲の総称である。

## 作成経緯
1983年（昭和58年）の富山県成立100周年記念事業の一環として、1982年（昭和57年）6月から県と県芸術文化協会他の団体により構成される「富山県賛歌制作委員会」が歌詞の一般公募を実施した。審査結果の発表は同年10月23日付の北日本新聞で行われ「きみと歌おう想いをこめて」が最優秀賞となったが、他に「あなたが愛する町だから」と「ふるさと富山」の2編も選出されている。
初演奏は3編のうち「ふるさと富山」が1983年5月9日に開催された富山県置県百年記念式典で先行して実施された。他の2曲を含めた初演奏は9月11日に開催された第10回県民劇場音楽公演「青少年による第九」と併せて実施され、入選者に対する表彰もこの席上で行われている。

## 各曲
作曲は3曲とも岩河三郎。

### きみと歌おう想いをこめて
作詞：毛利忠義、補作：富山県賛歌製作委員会。

### あなたが愛する町だから
作詞：堀博一、補作：富山県賛歌製作委員会。

### ふるさと富山
作詞：福田三郎、補作：富山県賛歌製作委員会。
3曲中で唯一の合唱曲となっている。